# Rüdiger Vollborn
Rüdiger Vollborn (Berlin, 1963. február 12. –) német labdarúgó, a Bayer Leverkusen 2000-ben visszavonult kapusa. A legtöbbet foglalkoztatott leverkuseni játékos, pályafutása során 401 alkalommal lépett pályára a Bundesligában. UEFA-kupát és Német kupát nyert csapatával.

## Játékos karrierje
Vollborn a kettéosztott Berlin nyugati részén született és nőtt fel. Gyerekkorától kezdve focizott, első klubjai a Traber FC Berlin és a Blau-Weiß 90 Berlin voltak. A Blau-Weiß Berlin ifjúsági csapatánál mutatott teljesítménye megnyitotta számára az utat a nyugatnémet korosztályos válogatottak felé. Az 1981-ben, hazai pályán rendezett U18-as labdarúgó-Európa-bajnokságon a nyugatnémetek első számú hálóőre volt, 5-ből 4 mérkőzésen ő védett. A Düsseldorfban rendezett döntőt is végigjátszotta, ahol a nyugatnémetek 1-0-val győzték le a lengyeleket.
Még ezen a nyáron, a tehetséges Rüdigert a Bundesliga egyik újonca, a Bayer Leverkusen igazolta le. Azonban Vollbornra még ugyanezen év októberében újabb nemzetközi torna várt: az Ausztráliában rendezett ifjúsági labdarúgó-világbajnokság. (Ez a mai U20-as világbajnokságnak felel meg.) A bajnok nyugatnémet csapat összes mérkőzésén ő védett és mindössze 4 gólt kapott a torna során. (A Sydney-ben rendezett döntőben a németek Katart múlták felül 4-0-val.)
A mindössze 19 éves hálóőr az 1982–83-as szezont már a (leverkuseni) felnőttcsapat kerettagjaként töltötte, igaz Uwe Greiner mögött ekkor még nem jutott játéklehetőséghez. Greiner az idény végén eligazolt a csapattól, így Vollborn a következő szezont a csapat első számú kapusaként kezdhette meg. 1983. augusztus 13-án debütált a Bundesligában, egy Bayern München elleni 2:1-es vereség során. Két héttel később pályára léphetett a Német kupában is, ahol kellemetlen vereséget szenvedtek a Mannheim együttesétől. Felnőtt pályafutása első idényét 50 kapott góllal zárta, amely átlagosnak teljesítménynek számított. Az 1985–86-os szezont a Leverkusen a hatodik helyen zárta, így története során először indulhatott nemzetközi tornán - az UEFA-kupában. Vollborn első európai kupa-mérkőzését a svéd Kalmar ellen játszotta 1986 szeptemberében. A 86'-87'-es Bundesliga szezont remek mutatókkal zárták: a Leverkusen mindössze 38 gólt kapott, a harmadik legkevesebbet a sorozatban. Rüdiger 9 mérkőzésen nem kapott gólt és a kicker osztályzatai alapján a bajnokság 4. legjobb kapusa lett. Az 1986-ban csak második fordulóig jutó csapat egy évvel később - nem kis meglepetésre - megnyerte az UEFA-kupát. A tizenegyesrúgással záruló döntőn Vollborn kivédte az Espanyol játékos, Manuel Zúniga büntetőjét.
Az 1989–90-es Bundesliga szezon volt Rüdiger legjobbja. A 26 éves hálóőr csupán 32 gólt kapott - 14 mérkőzésen egyet sem - ezzel hozzásegítve csapatát addigi legjobb eredményéhez, egy ötödik helyhez. A kicker osztályzatai alapján Vollborn a sorozat második legjobb kapusa lett. A Leverkusen 1992-ben ismét a második legkevesebb gólt kapta, Vollborn 12 mérkőzést zárt tiszta lappal. 1993 júniusában csapatával megnyerte a Német kupát. (A kupasorozatban összesen egy gólt kapott!) A német szuperkupa döntőt is végigjátszotta: itt a Werder Bremen tizenegyespárbajban múlta felül a Leverkusent. (Rüdigernek nem sikerült büntetőt hárítania.) Vollborn 1993 szeptemberében, 30 évesen bemutatkozhatott a KEK-ben. Első mérkőzését a Zbrojovka Brno ellen játszotta. A csapattal a negyeddöntőig jutott. Az 1993–94-es Bundesliga évad ismét történelmi sikert hozott: a gyógyszergyáriak először állhattak fel a képzeletbeli dobogóra. Rüdiger az ötödik helyen végzett a kapusok között.
Az 1994–95-ös, felejthető idény után a hét évvel fiatalabb Dirk Heinen kiszorította Vollbornt a kezdőcsapatból. Ettől kezdve Rüdiger csak néha-néha lépett pályára. A kispadon részese volt két Bundesliga második és egy harmadik helynek, emellett a csapat első Bajnokok ligája mérkőzéseinek. Utolsó mérkőzését a csapatban 1999. május 29-én, 36 évesen játszotta: a szezon utolsó meccsén 10 percet kapott. Hivatalosan 2000. július 1-jén jelentette be visszavonulását.
1982 és 1999 között Vollborn 401 Bundesliga mérkőzésen lépett pályára, ezzel ő a Leverkusen legtöbbet foglalkoztatott játékosa. 2004-ben, a klub fennállásnak 100. évfordulóján történt szavazáson Rüdigert választották a Leverkusen valaha volt legjobb kapusának.

## Edzői karrierje
Vollborn visszavonulása után volt csapatánál kapusedzőként kezdett dolgozni - eleinte az ifiknél, később a felnőttcsapatnál. Az ő keze alatt fejlődött világszínvonalú kapussá René Adler, a Leverkusen, a Hamburg és a német válogatott kiválósága. 2012-ben, 49 évesen abbahagyta az edzősködést, azóta a Bayer Leverkusen szurkolói szervezetében végez fontos munkát.

## Sikerei, díjai
- U18-as Eb: győztes (Nyugat-Németország, 1981)
- U20-as vb: győztes (Nyugat-Németország, 1981)
- UEFA-kupa: győztes (Bayer Leverkusen, 1988)
- Német kupa: győztes (Bayer Leverkusen, 1993)
- Német szuperkupa: döntős (Bayer Leverkusen, 1993)
- Bundesliga: ezüstérmes (Bayer Leverkusen, 1997, 1999)

## Magánélet
Fia, Fabrice Vollborn szintén labdarúgókapus és Leverkusen-nevelt. A 2013–14-es szezont a negyedosztályú Koblenz csapatánál tölti.